# Kollafjarðartunnilin
A Kollafjarðartunnilin egy alagút Feröeren, amely Streymoy északi és déli része között teremt összeköttetést. Kaldbaksbotnur és Signabøur között vezet.

## Történelem
A fővárosból, Tórshavnból észak felé vezető 10-es út egy szakaszon hegyi útként vezet, amely a gyakori köd miatt meglehetősen balesetveszélyes. A problémát az alagút átadása oldotta meg 1992-ben, amikortól a forgalom a keleti part mentén haladhat.

## Jellemzők
A Kollafjarðartunnilin 2816 m hosszú. Az útpálya szélessége 7,0 méter, a szelvény legnagyobb belső magassága 4,6 méter. A legnagyobb meredekség 11,9 ‰.